# Wolfach
Wolfach település Németországban, azon belül Baden-Württembergben. Lakosainak száma 5712 fő (2023. december 31.).

## Népesség
A település népessége az elmúlt években az alábbi módon változott:
| Lakosok száma | 5917 | 6571 | 6412 | 6396 | 5943 | 6171 | 5958 | 5893 | 5836 | 5712 |
|               | 1961 | 1967 | 1974 | 1980 | 1987 | 1993 | 2000 | 2006 | 2013 | 2023 |